# Давыдки (Коростенский район)
Давы́дки (вар. Давидки, укр. Давидки) — село на Украине, основано в 1682 году, находится в Коростенском районе Житомирской области. Расположено на реке Могилянка.
Код КОАТУУ — 1822381401. Население по переписи 2001 года составляет 210 человек. Почтовый индекс — 11553. Телефонный код — 4142. Занимает площадь 1,146 км².

## Адрес местного совета
11553, Житомирская область, Коростенский р-н, с. Давыдки, ул. Центральная, 32а

## Галерея

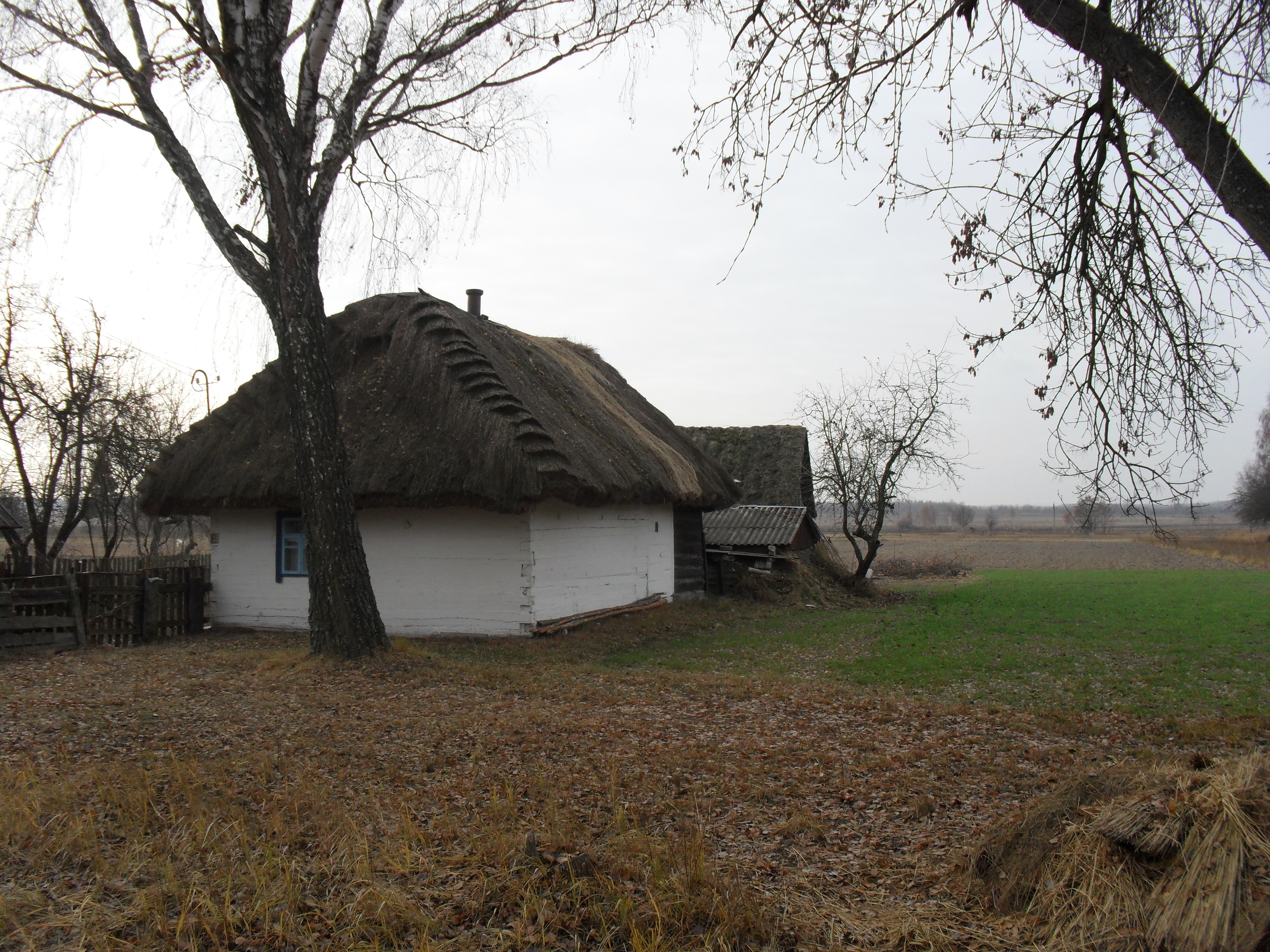
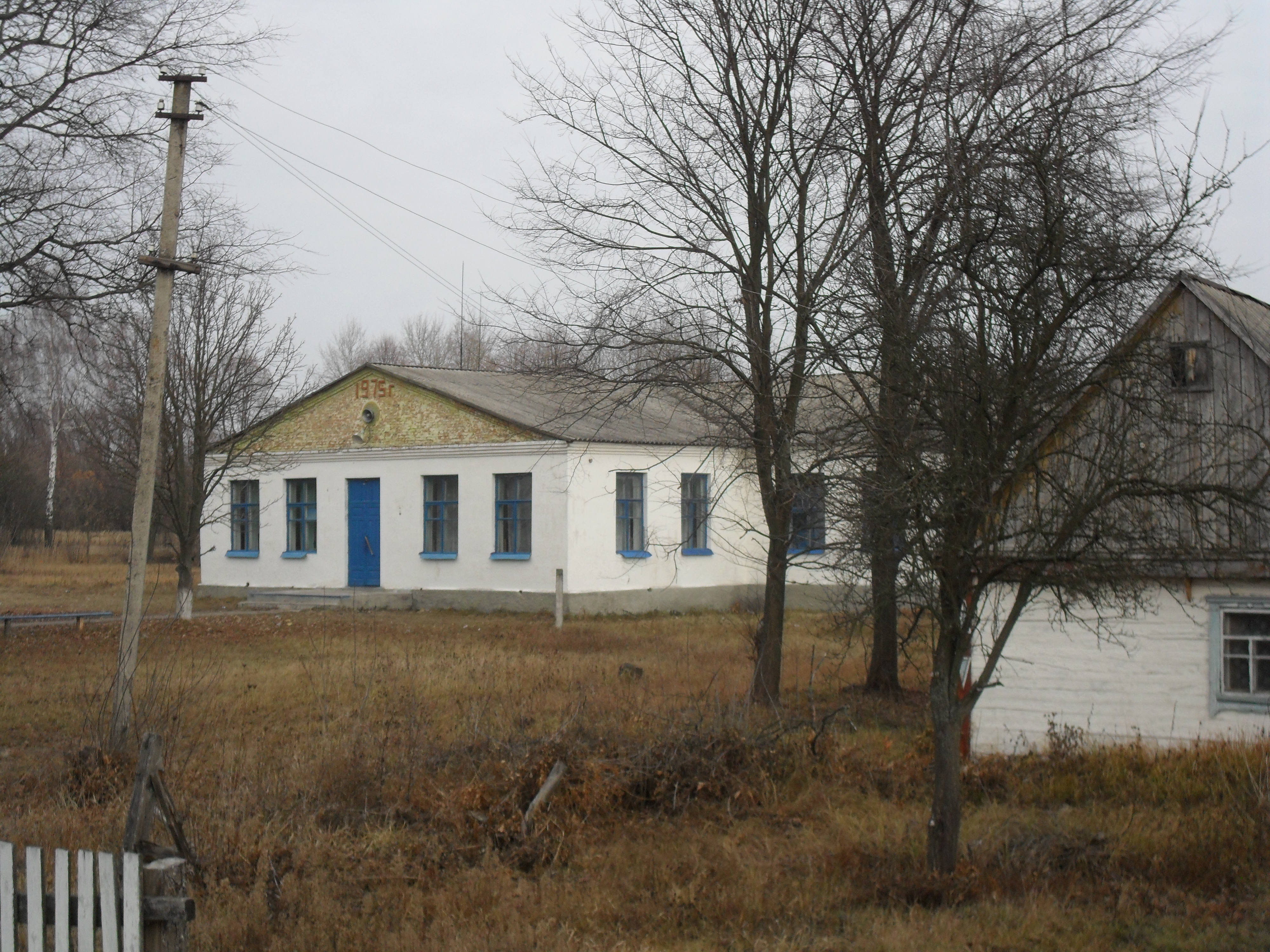
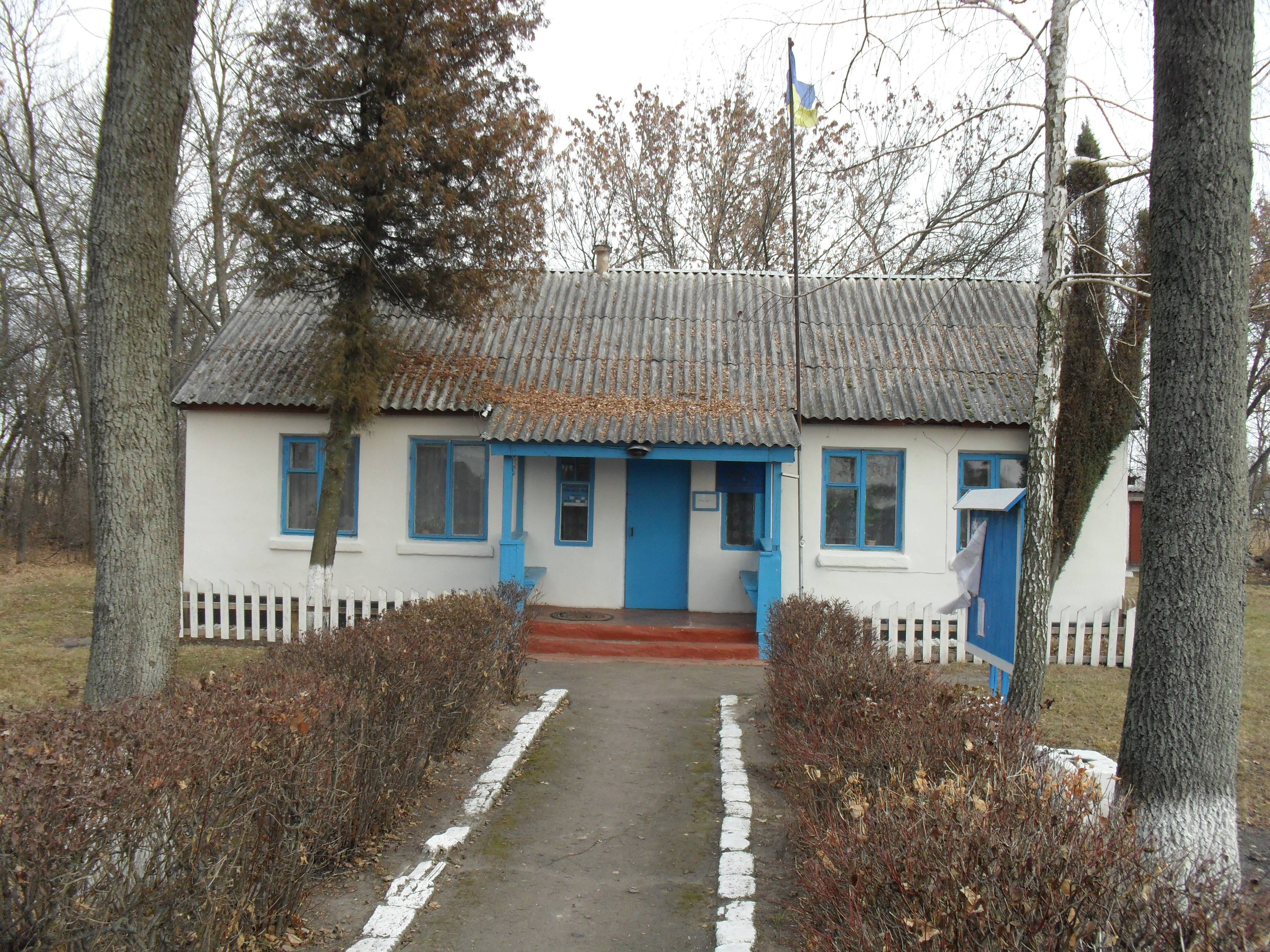